# فرانك إي. رايلي
فرانك إي. رايلي (بالإنجليزية: Frank E. Riley)‏ هو سياسي أمريكي، ولد في 5 مارس 1865. حزبياً، نشط في الحزب الجمهوري. وقد انتخب عضو جمعية ولاية ويسكونسن.